# Hofanlage Am Gehege
Die Hofanlage Am Gehege 1 in Dötlingen nördlich des Kerns stammt aus dem 19. Jahrhundert. Aktuell (2023) wird sie als Wohnanlage und gewerblich genutzt.
Die Gebäude stehen unter Denkmalschutz (siehe auch Liste der Baudenkmale in Dötlingen).

## Geschichte
Die Hofanlage besteht aus
- dem eingeschossigen traufständigen Wohn- und Wirtschaftsgebäude aus der ersten Hälfte des 19. Jahrhunderts als Zweiständer-Hallenhaus in Fachwerk mit sichtbaren Steinausfachungen sowie mit reetgedecktem Krüppelwalmdach mit Uhlenloch, umgebaut zum Wohnhaus,
- dem eingeschossigen Stall aus der zweiten Hälfte des 19. Jahrhunderts in Ziegelfachwerk mit Satteldach und wellblechverkleideten Giebeldreiecken sowie Anbau, zu Wohn- und Gewerbezwecken umgebaut,
- der Scheune vom Anfang des 19. Jahrhunderts in Fachwerk (teils verbrettert, teils mit Lehmausfachungen) sowie mit reetgedecktem Krüppelwalmdach und Schuppenanbau mit Schleppdach
- und einem weiteren Gebäude.

Das Landesdenkmalamt befand: „… geschichtliche Bedeutung … .“